# Rafał Wojasiński
Rafał Michał Wojasiński (ur. 14 marca 1974 w Lubrańcu) – polski prozaik, dramatopisarz.

## Życiorys
Rafał Wojasiński jest absolwentem Liceum Ogólnokształcącego im. Jana Kasprowicza w Izbicy Kujawskiej oraz filologii polskiej w WSHP w Łowiczu.
Jest członkiem warszawskiego oddziału Stowarzyszenia Pisarzy Polskich (w latach 2008–2011 był członkiem zarządu). Pełni funkcję szefa działu prozy w kwartalniku literackim „Wyspa”. Rafał Wojasiński jest autorem reportaży zamieszczanych w „Nowej Wsi”, „Gospodyni”, „Gospodarzu”. Teksty literackie drukował w
„Rzeczpospolitej” (dodatek „Plus-Minus”), „Odrze”, „Twórczości”, „Dialogu”, „Nowej okolicy poetów”, „Przeglądzie powszechnym”, magazynie „Czterdzieści i cztery”, „Gazecie polskiej”, „Gazecie wyborczej”, „Akancie”, „Wyspie”, „Gazecie pomorskiej”.
Wykładowca literatury współczesnej i analizy dzieła literackiego w WSHP w Łowiczu. Nauczyciel języka polskiego w szkołach podstawowych w Białym Dunajcu i Warszawie. Współscenarzysta powieści radiowej "Matysiakowie".
Utwory Rafała Wojasińskiego zostały przetłumaczone na język chorwacki (opowiadanie Zeznania ukazało się w „Temie”, chorwackim piśmie literackim),powieść „Stara” została przetłumaczona na język, angielski, hiszpański i bułgarski, Olanda na bułgarski, angielski i niemiecki.

## Nagrody literackie, nominacje, stypendia
- Debiut Roku 2004 – nagroda w Ogólnopolskim Konkursie Literackim Czwartki Literackie Zeptera o Pióro Zeptera – za książkę Złodziej ryb (2005)[3][4]
- Nagroda im. Władysława Orkana za książkę Złodziej ryb (2005)[5][6]
- Nominacja do Nagrody Literackiej im. Reymonta – za książkę Jan Nowicki droga do domu (2011)
- Nominacja do Nagrody Literackiej im. Józefa Mackiewicza – za książkę Złodziej ryb (2005)[7]
- Stypendium Ministra Kultury i Dziedzictwa Narodowego w dziedzinie literatury (2008)
- Stypendium Fundacji Grazella w dziedzinie literatury (2007)
- Feniks – wyróżnienie za książkę Stara (2012)
- Nagroda Literacka m. st. Warszawy – nominacja za książkę Stara (2012)
- Nagroda Literacka im. Józefa Mackiewicza – nominacja za książkę Stara (2012)
- Nagroda Literacka im. Marka Nowakowskiego – za zbiór opowiadań Olanda (2019)[8]
- Gdyńska Nagroda Dramaturgiczna za sztukę Siostry – 2019
- Nagroda Miasta Stołecznego Warszawy – 2022
- Nagroda Literacka im. Józefa Mackiewicza za książkę Tefil (2023)

## Publikacje
- Pocieszenie i dziesięć listów, Krajobraz, Warszawa 2000, ISBN 83-913732-0-7.
- Złodziej ryb, Nowy Świat, Warszawa (dwa wydania) 2004, 2005 ISBN 83-7386-056-8.
- Przyjemność życia, Wydawnictwo Dolnośląskie, Wrocław 2005 ISBN 83-7384-245-4.
- Humus, Wydawnictwo Dolnośląskie, Wrocław 2006 ISBN 83-7384-422-8.
- Piękno świata, Państwowy Instytut Wydawniczy, Warszawa 2009 ISBN 978-83-06-03200-0.
- Jan Nowicki droga do domu, Nowy Świat, Warszawa 2009 (książka o Janie Nowickim) ISBN 978-83-7386-375-0.
- Stara, Nowy Świat, Warszawa 2011 (II wydanie – 2012)
- Olanda, Wydawnictwo Nisza, Warszawa 2018
- Olanda, Glagoslav publications, Londyn 2020
- Dramaty, Księgarnia Akademicka, Kraków 2020
- Tefil, Wydawnictwo Nisza, Warszawa 2022
- Zapomniane, Państwowy Instytut Wydawniczy, Warszawa 2025

## Realizacje teatralne
- Ciocia, tragifarsa, Teatr Druga Strefa w Warszawie[9], reż. Sylwester Biraga, w roli głównej Emilia Krakowska; prapremiera 2007
- Pokojówka, tragifarsa, Teatr Druga Strefa w Warszawie[10], reż. Sylwester Biraga, w roli głównej Halina Chrobak; prapremiera 2010
- Stara, adaptacja opowiadania w Teatrze Polskiego Radia[11], reż. i adaptacja Waldemar Modestowicz, w rolach głównych: Stanisław Brudny, Emilia Krakowska, Mariusz Bonaszewski, prapremiera 2011
- Obcy człowiek, sztuka zrealizowana w Teatrze Polskiego Radia – wystąpili: Monika Krzywkowska, Leon Charewicz, Adam Woronowicz, reżyseria Waldemar Modestowicz, prapremiera 2011
- Ten, sztuka zrealizowana w Teatrze Polskiego Radia w reżyserii Waldemara Modestowicza; wystąpili: Olgierd Łukaszewicz, Ewa Konstancja Bułhak, Adam Ferency, Leon Charewicz, Grzegorz Kwiecień, prapremiera listopad 2012[12]
- Gruziński toast albo szkielet śledzia, monodram zrealizowany przez towarzystwo teatralne „Pod górkę”; wystąpił Stanisław Górka, reżyseria Wojciech Solarz, muzyka Jerzy Derfel, prapremiera marzec 2013
- Ludzie przy rzece, sztuka zrealizowana w Teatrze Polskiego Radia w reżyserii Waldemara Modestowicza; wystąpili:Maria Pakulnis, Ewa Konstancja Bułhak, Leon Charewicz, Andrzej Mastalerz, prapremiera czerwiec 2013
- Światło w lesie, sztuka zrealizowana w Teatrze Polskiego Radia w reżyserii Waldemara Modestowicza; wystąpili: Danuta Stenka, Joanna Jeżewska, Arkadiusz Jakubik, Krzysztof Stelmaszyk, Leon Charewicz, prapremiera grudzień 2013
- Pukanie do drzwi, sztuka zrealizowana w Teatrze Polskiego Radia w reżyserii Waldemara Modestowicza; wystąpili: Mariusz Bonaszewski, Jolanta Fraszyńska, Ewa Knstancja Bułhak, Maria Pakulnis, Leon Charewicz, prapremiera maj 2015.
- Pif paf, sztuka zrealizowana w Teatrze Polskiego Radia w reżyserii Waldemara Modestowicza; wystąpili: Danuta Stenka, Mariusz Bonaszewski, Ewa Konstancja Bułhak, Szymon Bobrowski, Jacek Braciak, prapremiera styczeń 2016
- Wariat, sztuka zrealizowana w Tatrze Polskiego Radia w reżyserii Waldemara Modestowicza; wystąpili: Jacek Braciak, Ewa Konstancja Bułhak, Kamila Baar, Grzegorz Damięcki, Leon Charewicz.; prapremiera – listopad 2016
- Wariat, spektakl Teatru Telewizji zrealizowany w ramach projektu Teatroteka przez WFDiF, reżyseria Jakub Cuman, wystąpili: Piotr Głowacki, Magdalena Kuta, Krzysztof Stelmaszyk, Monika Kwiatkowska, Łukasz Konopka, Andrzej Mastalerz, Przemysław Bluszcz, Marcin Czarnik, Agata Różycka, Martyna Byczkowska; realizacja: marzec 2017[13]
- Długie życie, sztuka zrealizowana w Teatrze Polskiego Radia w reżyserii Waldemara Modestowicza; wystąpili:Anna Seniuk, Marian Opania, Martyna Kowalik, Sławomir Orzechowski; prapremiera październik 2017
- Donos, sztuka zrealizowana w Teatrze Polskiego Radia w reżyserii Waldemara Modestowicza; występują: Piotr Adamczyk, Olga Sarzyńska, Jacek Braciak, Piotr Grabowski; prapremiera, maj 2018
- Dziad Kalina, sztuka zrealizowana w Teatrze Polskiego Radia w reżyserii Waldemara Modestowicza; występują: Jadwiga Jankowska – Cieślak, Anna Chodakowska, Marian Opania, Andrzej Mastalerz, prapremiera październik 2018
- Siostry, sztuka zrealizowana w Teatrze Polskiego Radia w reżyserii Waldemara Modestowicza; występują: Maria Pakulnis, Adam Ferency, Wiktoria Gorodeckaja, Olga Sarzyńska, Mateusz Rusin, prapremiera czerwiec 2019
- Gospodyni domowa, sztuka zrealizowana w Teatrze Polskiego Radia w reżyserii Waldemara Modestowicza; występują: Jadwiga Jankowska Cieślak, Olgierd Łukaszewicz, prapremiera marzec 2020
- Pogrzebowcy, sztuka zrealizowana w Teatrze Polskiego Radia w reżyserii Waldemara Modestowicza; występują: Anna Chodakowska, Adam Ferency, Zdzisław Wardejn, październik 2020
- Numer szesnaście, sztuka zrealizowana w Teatrze Polskiego Radia w reżyserii Waldemara Modestowicza; występują: Ewa Konstancja Bułhak, Lidia Sadowa, Zbigniew Zamachowski, Sławomir Orzechowski, maj 2021
- Siostry, spektakl Teatru Telewizji zrealizowany w ramach projektu Teatroteka przez WFDiF, reżyseria Paweł Wróbel; w rolach głównych Agnieszka Przepiórska, Adam Ferency, październik 2021
- Drewniany tulipan, Teatr Polskiego Radia, adaptacja i reżyseria Jakub Cuman, występują: Kamilla Baar, Piotr Głowacki, marzec 2022[14]
- Tefil, Teatr Polskiego Radia, adaptacja Rafał Wojasiński, reżyseria Marek Głuszczak, występują: Robert Czebotar, Milena Staszuk, Adria Jakubiuk, Listopad 2022
- Długie życie, spektakl teatru telewizji; Teatroteka, WFDiF, reżyseria Kuba Kowalski; występują: Maria Maj, Jacek Romanowski, Dominika Kluźniak, Rafał Maćkowiak, maj 2023
- Rózia, Teatr Polskiego Radia, reżyseria Waldemar Modestowicz, występują: Lidia Sadowa, Ewa Konstancja Bułhak, Jacek Braciak, Adam Woronowicz, kwiecień 2024[15]
- Grażynka, Teatr Polskiego Radia, reżyseria Waldemar Modestowicz, występują: Marta Lipińska, Anna Grycewicz, Sławomir Orzechowski, Maria Kłusek, listopad 2024
- Inni, Teatr Polskiego Radia, reżyseria Katarzyna Łęcka, występują: Ewa Konstancja Bułhak, Łukasz Garlicki, Łukasz Lewandowski, Artur Dziurman, luty 2025[16]